# Nancy Sinatra
Pour les articles homonymes, voir Sinatra.
Ne pas confondre avec la présentatrice belge Nancy Sinatra
Nancy Sinatra, née le 8 juin 1940 à Jersey City dans le New Jersey, est une chanteuse et actrice américaine.
Fille de Frank Sinatra, elle est connue pour ses musiques populaires dans les années 1960 comme These Boots Are Made for Walkin' ou pour Bang Bang (My Baby Shot Me Down).

## Biographie
Nancy Sinatra est la fille aînée de Frank Sinatra (1915-1998) et de sa première femme Nancy Barbato (1917-2018), qui ont deux autres enfants par la suite. Les parents de Nancy ont des origines italiennes. Elle passe une partie de sa petite enfance dans le New Jersey, avant de déménager dans le quartier Toluca Lake à Los Angeles en Californie car son père souhaite faire carrière à Hollywood. C'est là qu'elle prend des cours de piano, de chant, de danse et de théâtre durant plusieurs années.
Sa carrière débute au milieu des années 1960, par une apparition dans quelques films comme For those who think young (1964), Get Yourself a College Girl (1964) ou encore Marriage on the Rocks (1965). En tant que chanteuse, elle a tout d'abord une période qu'elle décrit aujourd'hui comme « bubble gum », puis connaît ses premiers vrais succès avec So Long Babe et How Does that Grab You, Darlin'? puis Sugar Town.

### Reconnaissance avecThese Boots Are Made for Walkin
En 1966 la chanson These Boots Are Made for Walkin', écrite pour elle par Lee Hazlewood, lui assure une véritable renommée dans le pop/rock féminin.
Lee Hazlewood a d'abord composé pour lui cette chanson, qui est devenue un symbole de l'émancipation des femmes pendant les années 1960. Nancy Sinatra le convainc de la lui laisser. Les paroles disent en substance : « tu m'as trompé(e), je vais t'écraser avec mes bottes »,

### L'icône du cool

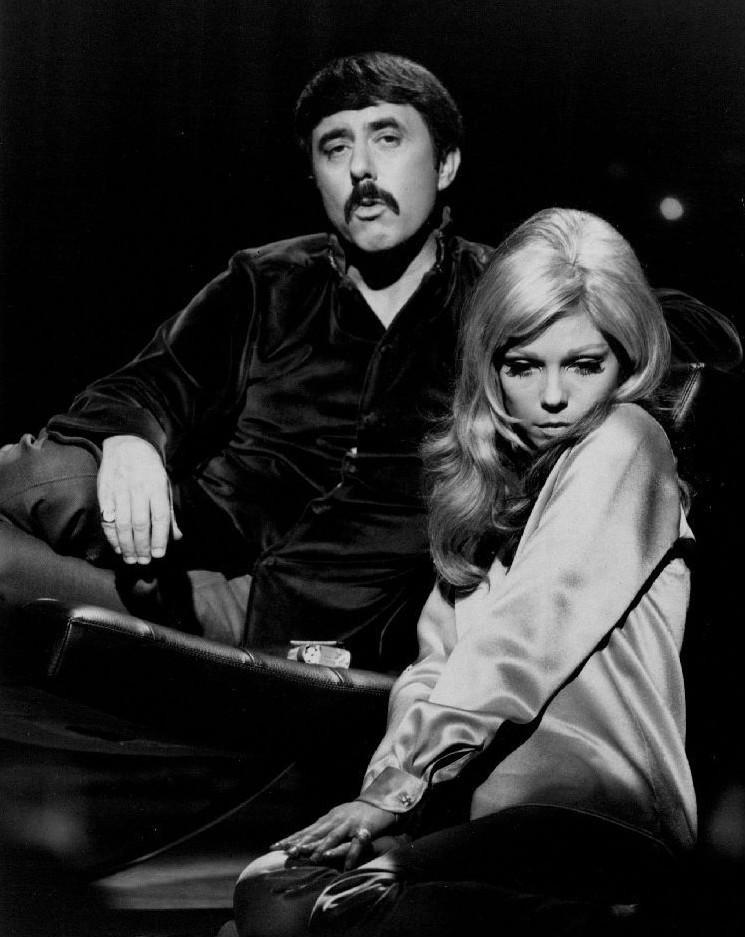
Nancy Sinatra et Lee Hazlewood en 1968.

On la surnomme alors « l'icône du cool ». En 1967, elle enregistre un duo avec son père Somethin' Stupid et aussi You Only Live Twice, la chanson du générique de début du James Bond On ne vit que deux fois.
Au cours des années 1970, Nancy Sinatra s'associe avec Lee Hazlewood qui est déjà le compositeur de plusieurs de ses tubes. Leur duo, sur un créneau proche de Sonny and Cher, entre dans les charts avec des chansons telles que Some Velvet Morning ou Summer Wine. Les deux titres figurent sur l'album Nancy & Lee, tout comme You've Lost That Lovin' Feelin', reprise du duo The Righteous Brothers. L'album fait partie de la discothèque idéale de FIP.
En 1976, Nancy Sinatra et Lee Hazlewood reprennent la chanson L'Été indien originellement interprétée par Joe Dassin en version anglaise sous le titre Indian Summer.

### Fin d'une époque
Malgré ses succès, la carrière de Nancy Sinatra décline doucement sans que celle-ci perde sa base d'admirateurs. En 1976, elle enregistre une chanson disco, Kinky Love, dont les paroles choqueront au point qu'à l'époque elle est interdite de diffusion radiophonique. Le grand public, lui, ne se souvient plus de Nancy Sinatra qu'en tant que chanteuse de These Boots Are Made for Walkin'. En mars 1995, elle pose pour le magazine Playboy, mais son album One more time sorti au même moment ne récolte qu'un succès d'estime.
En 2003, Quentin Tarantino la réhabilite en plaçant sa reprise de Bang Bang (My Baby Shot Me Down) (écrite par Sonny Bono et chantée par Cher en 1966, puis par Nancy Sinatra la même année) en ouverture du film Kill Bill. La carrière de Nancy Sinatra a influencé de nombreuses chanteuses anglophones qui se battent contre le rôle passif dévolu aux femmes jusqu'alors : Sheryl Crow, Debbie Harry (Blondie), Chrissie Hynde (Pretenders) ou encore Gwen Stefani (No Doubt).
À l'automne 2004, Nancy Sinatra sort un disque intitulé Nancy Sinatra. Dans cet opus, ce n'est plus Lee Hazlewood qui est aux commandes, mais AJ (Angela Jennifer Lambert, du groupe Rockets), la propre fille de la chanteuse; les autres collaborations viennent d'univers variés : Morrissey (ancien chanteur de The Smiths), Thurston Moore (guitariste et chanteur de Sonic Youth), Joey Burns (membre de Calexico), Jarvis Cocker (ancien membre de Pulp), le guitariste Steven Van Zandt et Bono (chanteur de U2).
Elle possède une étoile sur le Hollywood Walk of Fame.
En 2007, elle fait une apparition dans un épisode de la série télévisée Les Soprano : Le Vice du jeu (Chasing It). Elle y joue son propre rôle.

### Vie privée
Nancy Sinatra s'est mariée deux fois : en 1960 avec Tommy Sands (1937), dont elle divorce en 1965 ; en 1970 avec Hugh Lambert (1930-1985), dont elle a deux filles, Angela Jennifer "AJ" Lambert Paparozzi en 1972 et Amanda Catherine Lambert en 1974.

## Filmographie

### Cinéma
- 1964 : For Those Who Think Young (en) : Karen Cross
- 1964 : Les Collégiennes (en) (Get Yourself a College Girl) : Lynne
- 1965 : Les Inséparables (Marriage on the Rocks) de Jack Donohue : Tracy Edwards
- 1966 : The Ghost in the Invisible Bikini : Vicki
- 1966 : Les plus dingues des agents secrets (en) (The Last of the Secret Agents?) : Micheline
- 1966 : La Statue en or massif (The Oscar) de Russell Rouse : elle-même
- 1966 : Les Anges sauvages (The Wild Angels) : Mike
- 1968 : À plein tube (Speedway) : Susan Jaks
- 2005 : Audio Bullys: Shot You Down (court-métrage) : elle-même

### Télévision
- 1963 : Le Virginien (The Virginian) (série TV) : Cary
- 1963 : L'Homme à la Rolls (Burke's Law) (série TV) : Jill Stacy
- 1966 : Des agents très spéciaux (The Man From U.N.C.L.E.) (série TV) : Coco Cool
- 1967 : Off to See the Wizard (série TV) : Jill
- 1988 : China Beach (série TV) : elle-même
- 2006 : Les Soprano (série TV) : elle-même